# 27-я стрелковая дивизия (1-го формирования)
В степях приволжских, в безбрежной шири,

В горах Урала, в тайге Сибири,

Стальною грудью врагов сметая,

Шла с красным стягом Двадцать седьмая!
Струил ей песни Иртыш глубокий,

Гимн пели кедры в тайге далёкой.

Стальною грудью врагов сметая,

Шла с красным стягом Двадцать седьмая!
На Енисее врагов громила,

В широкой Висле коней поила.

Стальною грудью врагов сметая,

Шла с красным стягом Двадцать седьмая!
Её видали мятежным мартом

На льду залива форты Кронштадта.

Стальною грудью врагов сметая,

Шла с красным стягом Двадцать седьмая!
Сердитый Каспий, словно родную,

В волнах баюкал Двадцать седьмую.

Стальною грудью врагов сметая,

Шла с красным стягом Двадцать седьмая!
Сражения стихли, смолк гром орудий,

Легко вздохнули мы вольной грудью.

Стальною грудью врагов сметая,

Шла с красным стягом Двадцать седьмая!
И труд свободный оберегая,

Стоит на страже Двадцать седьмая.

Стальною грудью врагов сметая,

Стоит на страже Двадцать седьмая!
Но если вспыхнет сражений пламя,

Взовьётся снова алое знамя.

Стальною грудью врагов сметая,

Пойдёт в атаку Двадцать седьмая!
27-я стрелковая дивизия — стрелковое соединение (стрелковая дивизия) Советской России в Гражданской войне и СССР в Великой Отечественной войне.
Наименования формирования:
- полное действительное — 27-я стрелковая Омская дважды Краснознамённая дивизия имени Итальянского Пролетариата;
- Сокращённое наименование — 27 сд.

## История
9 августа 1918 года, из частей действовавших по левому берегу Волги была создана Левобережная группа войск Казанской группы Восточного фронта под командованием Я. А. Юдина, в составе: 1-й Минский революционный, оршанский, Невельский полки, Тверской батальон, 1-й батальон 1-го Московского полка, сводная рота Псковской дивизии, коммунистический отряд, Казанский эскадрон, 1-я лёгкая артбатарея особого назначения, Гомельская, Вяземская, Могилёвская, Ленинская и 1-я партизанская артиллерийские батареи. Приказом 5-й армии № 30 от 21 сентября 1918 года Левобережная группа войск была переименована в Левую группу. Приказом по войскам 5-й армии № 145 от 3 ноября 1918 года Левая группа (колонна т. Алексеева) была переименована во 2-ю пехотную дивизию. Приказом по войскам 5-й армии № 158 от 7 ноября 1918 года приказ № 145 был отменён и Левая группа (бывшая колонна т. Алексеева) была переименована в 27-ю стрелковую дивизию.
В период с ноября 1918 года по май 1920 года дивизия входила в состав 5-й армии. В ноябре 1919 года отличилась в Омской наступательной операции.
В марте 1921 года принимала участие в ликвидации Кронштадтского мятежа.
В сентябре 1932 года в дивизии сформирован танковый батальон. Накануне войны дивизия дислоцировалась в городе Витебск, участвовала в парадах войск РККА.
В сентябре 1939 года принимала участие в Польском походе. Позднее перебрасывалась на север для усиления войск ЛенВО во время советско-финской войны (1939—1940).
В действующей армии во время Великой Отечественной войны с 22.06.1941 по 19.09.1941 года. Входил в состав 4-го стрелкового корпуса 3-й армии. Дивизия занимала невыгодное расположение в самом выступе так называемого некоторыми «Белостокского мешка».
На 22 июня 1941 года штаб формирования дислоцировался в Суховоле, части находились на границе в районе Августова, Граево, Сухово. Там дивизия приняла первый бой с 256-й и 162-й пехотными дивизиями вооружённых сил нацистской Германии. Вступила в бой разрозненно, её части сражались изолированно друг от друга, без единого управления, взаимодействия и связи. Основная часть дивизии была вынуждена без боя под угрозой окружения отступать в направлении реки Бобр, где заняла рубеж обороны, который был прорван вечером того же дня. На 23 июня дивизия прикрывала район Сокулка, часть её подразделений сделала неудачную попытку отбить Домброва. 24 июня дивизия, в которой уже насчитывалось около 60 % состава, получила приказ на контрнаступление. На 25 июня дивизия, получив приказ «стоять и сражаться насмерть», прикрывая отходившие части армии, заняла рубеж на реке Свислочь, где и практически погибла в «Новогрудском котле». К августу 1941 года разрозненные немногочисленные остатки дивизии вышли из окружения.
Официально расформирована 19 сентября 1941 года.
В 1965 году почётное наименование «Омская» присвоено 27-й гвардейской мотострелковой Новобугской Краснознамённой, ордена Богдана Хмельницкого дивизии. Военный корреспондент БВО Николай Краснопольский написал документальную книгу на белорусском языке под названием «Авеяная славай», посвящённую истории боевого пути дивизии. Усилием участника Великой Отечественной войны Александра Николаевича Овчинникова в средней школе (СШ) № 5 город Витебск оборудован музей 27-й Омской дивизии.
| Дата                    | Фронт (округ)                               | Армия     | Корпус (группа)       | Примечания |
| ----------------------- | ------------------------------------------- | --------- | --------------------- | ---------- |
| 07.11.1918              | Восточный фронт РККА                        | 5-я армия | -                     | -          |
| 31.07.1922 — 31.12.1924 | Западный фронт РККА, Западный военный округ | -         | -                     | -          |
| 01.06.1935              | Белорусский военный округ                   | -         | 4-й стрелковый корпус | -          |
| 22.06.1941 года         | Западный фронт                              | 3-я армия | 4-й стрелковый корпус | -          |

## Состав
- управление
- 1-я бригада
  - 1-й Невельский стрелковый полк
  - 2-й Оршанский стрелковый полк
  - 1-й Минский стрелковый полк
- 2-я бригада
  - 1-й Брянский стрелковый полк
  - 3-й Курский стрелковый полк
  - 1-й Тверской стрелковый полк
- 3-я бригада
  - 1-й Волжский стрелковый полк
  - 2-й Петроградский стрелковый полк
- 1-й Петроградский кавалерийский полк
- Мазовежский кавалерийский полк
- Вяземская артиллерийская батарея
- Московская артиллерийская батарея
- Особого назначения артиллерийская батарея

- управление
- 1-я бригада
  - 235-й Невельский стрелковый полк
  - 236-й Оршанский стрелковый полк
  - 237-й Минский стрелковый полк
- 2-я бригада
  - 238-й Брянский стрелковый полк
  - 239-й Курский стрелковый полк
  - 240-й Тверской стрелковый полк
- 3-я бригада
  - 241-й Крестьянский стрелковый полк
  - 242-й Волжский стрелковый полк
  - 243-й Петроградский стрелковый полк

- управление
- 79-я бригада
  - 235-й Невельский стрелковый полк
  - 236-й Оршанский стрелковый полк
  - 237-й Минский стрелковый полк
- 80-я бригада
  - 238-й Брянский стрелковый полк
  - 239-й Курский стрелковый полк
  - 240-й Тверской стрелковый полк
- 81-я бригада
  - 241-й Крестьянский стрелковый полк
  - 242-й Волжский стрелковый полк
  - 243-й Петроградский стрелковый полк
- 27-й кавалерийский полк

- 79-й стрелковый полк
- 80-й стрелковый полк
- 81-й стрелковый полк

- управление (Витебск)
- 79-й стрелковый Кронштадтский полк (Лепель)
- 80-й стрелковый Ленинградский Краснознамённый полк (Витебск)
- 81-й стрелковый Краснознамённый полк (Витебск)
- 27-й артиллерийский Краснознамённый полк (Витебск)

- управление
- 132-й стрелковый полк
- 239-й стрелковый полк
- 345-й стрелковый полк
- 53-й артиллерийский полк
- 75-й гаубичный артиллерийский полк
- 120-й отдельный истребительно-противотанковый дивизион
- 149-й отдельный зенитный артиллерийский дивизион
- 21-й разведывательный батальон
- 45-й сапёрный батальон
- 33-й отдельный батальон связи
- 63-й медико-санитарный батальон
- 75-я отдельная рота химический защиты
- 6-й автотранспортный батальон
- 42-я полевая хлебопекарня
- ??-я полевая почтовая станция
- 540-я полевая касса Госбанка

## Командование дивизии

### Командиры (начальники)
- Алексеев (3.11.1918 — 19.11.1918);
- Яхлаков, Алексей Александрович (19.11.1918 — 21.03.1919) (ВРИД);
- Вахрамеев, Николай Иванович (21.03.1919 — 26.05.1919);
- Павлов, Александр Васильевич (26.05.1919 — 04.11.1919)[11];
- Блажевич, Иосиф Францевич (04.11.1919 — 17.12.1919);
- Путна, Витовт Казимирович (17.12.1919 — 08.09.1922)[12][13][14];
- Хаханьян, Григорий Давидович (25.12.1922 — 26.11.1923);
- Вострецов, Степан Сергеевич (11.07.1924 — 01.05.1928)[15]
- Степанов, Василий Андреевич — (1930—1931);
- Подлас, Кузьма Петрович (01.12.1929 — 15.08.1936);
- Филатов, Пётр Михайлович (15.08.1936 — 29.09.1937);
- Коротеев, Константин Аполлонович (19.02.1938 — 28.02.1940), полковник, с 4.11.1939 комбриг;
- Степанов, Александр Михайлович (14.05.1940 — 11.08.1941), комбриг, с 5.06.1940 генерал-майор (погиб 11.08.1941)[16]

### Военные комиссары
- Грюнштейн, Карл Иванович (03.11.1918 — 15.02.1919);
- Слободской Валентин Иосифович (03.11.1918 — 31.12.1918);
- Татаринцев Николай Иванович (15.02.1919 — 08.04.1919);
- Минчук Александр Иванович (03.03.1919 — 02.04.1919);
- Павлов Александр Васильевич (27.03.1919 — 05.04.1919);
- Кучкин, Андрей Павлович (22.03.1919[17] — 14.06.1919);
- Сапальский (17.07.1919 — 23.07.1919);
- Бисярин, Василий Григорьевич (23.07.1919 — 01.10.1919);
- Кучкин Андрей Павлович (01.10.1919 — 19.03.1920);
- Путна Витовт Казимирович (19.03.1920 — 11.09.1920)[14];
- Коршунов П. И. (11.09.1920 — 30.11.1920);
- Петров В. А. (30.11.1920 — 17.02.1921);
- Дрейпер Е. А. ( 03.1921 — )[13];
- Журавлёв Иван Васильевич (10.05.1939 — 20.07.1941), полковой комиссар[18]

### Начальники штаба
- Павлов Александр Васильевич (19.11.1918 — 23.11.1918);
- Терпиловский, Борис Робертович (23.11.18 — 31.03.1919);
- Климовских, Владимир Ефимович (31.03.1919 — 16.04.1919), (ВРИД);
- Попов Владимир Ананьевич (16.04.1919 — 15.05.1919);
- Шарангович, Пётр Михайлович (16.05.1919 — 05.1920)[9];
- Шарангович Пётр Михайлович (06.1920 — 08.09.1922)[14]

### Начальники (заведующие) политотдела
- Кучкин, Андрей Павлович (19.03.1920 — 05.1920);
- Мардаровский (05.1920 — )[19];
- Колпаков Иван Семёнович (03.04.1939 — 19.09.1941) батальонный комиссар[18]

## Награды и почётные наименования
| Награда (наименование)                                  | Дата награждения                                                                                        | За что получена |
| ------------------------------------------------------- | --- | --- |
| Почётное наименование «Омская»                          | присвоено приказом Революционного военного совета Республики № 2797/559 от 13 декабря 1920 года         | |
| Почётное наименование «имени Итальянского Пролетариата» | присвоено приказом Революционный военный совет СССР № 979 от 26 сентября 1925 года                      | |
| Почётное революционное Красное Знамя                    | награждена постановлением Всероссийского центрального исполнительного комитета от 15 ноября 1919 года   | в ознаменование исполнения 27-й дивизией своего долга перед Социалистическим Отечеством в бою против его врагов за взятие Омска |
| Почётное революционное Красное Знамя                    | награждена постановлением Президиума Центрального Исполнительного Комитета СССР от 29 февраля 1928 года | в ознаменование десятилетия РККА и отмечая боевые заслуги на различных фронтах гражданской войны, начиная с 1918—1919 года      |
| Почётное Красное Знамя                                  | награждена постановлением Сибирского Революционного комитета от 5 июля 1920 года                        | в ознаменование героических подвигов, вошедших в историю революции                                                              |